# Raumladungsgesetz
Das Raumladungsgesetz beschreibt den Zusammenhang zwischen elektrischer Stromstärke und Spannung einer evakuierten Zweielektrodenanordnung bei raumladungsbegrenztem Betrieb (z. B. Röhrendiode mit Glühkathode). Wegen der frühen Arbeiten von Clement Dexter Child und Irving Langmuir über Entladungserscheinungen wird das Raumladungsgesetz manchmal auch Langmuir-Child-Gesetz genannt. Der Zusammenhang der Stromdichte in einer evakuierten Zweielektrodenanordnung und der elektrischen Spannung wird in der Schottky-Gleichung ausgedrückt.

## Kurzbeschreibung
Es gilt
{\displaystyle I=KU^{\frac {3}{2}}},
wobei {\displaystyle I} und {\displaystyle U} Anodenstrom bzw. -spannung bezeichnen. Der Faktor {\displaystyle K}, die sogenannte Raumladungskonstante oder Perveanz der Diode, ist eine lediglich von der Gestalt der Elektrodenanordnung abhängige Größe und somit eine Röhrenkonstante.
Das Raumladungsgesetz gilt für U > 0 V. Für U < 0 V gilt das Anlaufstromgesetz. Das Raumladungsgesetz verliert seine Gültigkeit bei zu geringer Kathodenergiebigkeit oder zu hoher Anodenspannung.

## Herleitung
Man betrachte zwei beliebig geformte Elektroden im Vakuum, von denen die eine (geheizte, beliebig ergiebige Kathode) auf das Potential {\displaystyle \phi =0} (erste Randbedingung) und die andere (Anode) auf das Potential {\displaystyle \phi =U} (Anodenspannung, zweite Randbedingung) gelegt wurde. Das zugehörige Entladungsproblem besitzt eine eindeutig bestimmte stationäre Lösung (experimentell bestätigte Annahme). Sei {\displaystyle \phi _{0}(\mathbf {r} )} die Lösung für die Anodenspannung {\displaystyle U=U_{0}}, dann gilt nach den Gesetzen der Magnetohydrodynamik bei Vernachlässigung der Austrittsgeschwindigkeit und der relativistischen Massenzunahme der Elektronen für das Geschwindigkeitsfeld {\displaystyle v_{0}(\mathbf {r} )}, das Raumladungsdichtefeld {\displaystyle \rho _{0}(\mathbf {r} )}, das Stromdichtefeld {\displaystyle J_{0}(\mathbf {r} )} und den Anodenstrom {\displaystyle I_{0}}
{\displaystyle v_{0}={\sqrt {2\eta _{0}\phi _{0}}},\quad \rho _{0}=-\varepsilon _{0}\Delta \phi _{0},\quad J_{0}=-\rho _{0}v_{0},\quad I_{0}=\int J_{0}\mathrm {d} A,}
wobei über die gesamte Anodenoberfläche (Anschlussdraht ausgeschlossen) zu integrieren ist. Hierin bezeichnen {\displaystyle \eta _{0}=e/m_{0}} die spezifische Ladung des ruhenden Elektrons, {\displaystyle \varepsilon _{0}} die Permittivität des Vakuums und {\displaystyle \Delta } den Laplace-Operator. Offenbar ist nun {\displaystyle \phi =a\phi _{0}} eine Lösung für {\displaystyle U=aU_{0}} bei beliebiger Wahl der nicht negativen Zahl {\displaystyle a}, und für die anderen Felder gilt
{\displaystyle v={\sqrt {2\eta _{0}\phi }}={\sqrt {a}}v_{0},\quad \rho =-\varepsilon _{0}\Delta \phi =a\rho _{0},\quad J=-\rho v=a^{\frac {3}{2}}J_{0},\quad I=\int J\mathrm {d} A=a^{\frac {3}{2}}I_{0}=\left({\frac {U}{U_{0}}}\right)^{\frac {3}{2}}I_{0}={\frac {I_{0}}{U_{0}^{\frac {3}{2}}}}U^{\frac {3}{2}}.}
Da eindeutige Lösbarkeit vorausgesetzt war, ist mit {\displaystyle \phi =a\phi _{0}} nicht nur eine, sondern die Lösung des Entladungsproblems für {\displaystyle U=aU_{0}} gegeben. Weil {\displaystyle a} beliebig gewählt werden kann, hat man sogar alle Lösungen des Problems vorliegen, sobald nur eine einzige bekannt ist. Nun ist {\displaystyle I_{0}} bei gegebener Spannung {\displaystyle U_{0}} sicherlich von der Gestalt der Anordnung abhängig, {\displaystyle I_{0}/U_{0}^{3/2}} ist also eine Konstante der Anordnung, und für den Anodenstrom gilt damit
{\displaystyle I=KU^{\frac {3}{2}},\quad K={\frac {I_{0}}{U_{0}^{\frac {3}{2}}}}.}
Das Raumladungsgesetz impliziert offenbar eine unendlich hohe Ergiebigkeit der Kathode, denn für {\displaystyle U\to \infty } folgt aus ihm {\displaystyle I\to \infty }.
Der mathematische Zusammenhang zwischen {\displaystyle I} und {\displaystyle U} wird auch als neilsche Parabel bezeichnet.

## Die Konstante K
Die Konstante {\displaystyle K} ist abhängig von der Anodenoberfläche {\displaystyle F} und dem Abstand {\displaystyle r} zwischen Kathode und Anode und der Bauform von Kathode und Anode. Barkhausen geht von einem dünnen Kathodendraht aus, der in der Mitte eines Anodenrohres mit Länge {\displaystyle l} und Radius {\displaystyle r} steht. {\displaystyle v_{1}} ist die Geschwindigkeit des Elektrons nach dem Durchfliegen einer Spannung {\displaystyle U}. {\displaystyle e} ist die Elementarladung, {\displaystyle m_{\mathrm {e} }} die Elektronenmasse und {\displaystyle \varepsilon _{0}} die Elektrische Feldkonstante.
{\displaystyle F=2\pi rl}
{\displaystyle v_{1}={\sqrt {\frac {2eU}{m_{\mathrm {e} }}}}}
{\displaystyle K={\frac {4}{9}}\varepsilon _{0}{\frac {v_{1}}{\sqrt {U}}}{\frac {F}{r^{2}}}}
{\displaystyle K={\frac {4}{9}}\varepsilon _{0}{\sqrt {\frac {2e}{m_{\mathrm {e} }}}}{\frac {F}{r^{2}}}}